# 栄昌東街駅
座標: 北緯39度46分59秒 東経116度31分18秒 / 北緯39.782965度 東経116.521672度
栄昌東街駅（えいしょうとうがいえき）とは中華人民共和国北京市大興区に位置する北京地下鉄亦荘線の駅である。

## 駅構造
- 相対式ホーム2面2線を有する高架駅。[2][3]

## 歴史
- 2010年12月30日 - 開業。

## 隣の駅
北京地下鉄
■亦荘線
栄京東街駅 - 栄昌東街駅 - 同済南路駅